# Stekelstaartkangoeroes
Stekelstaartkangoeroes (Onychogalea) vormen een geslacht van kangoeroes dat voorkomt in de droge delen van Australië.

## Kenmerken
Het belangrijkste onderscheidende kenmerk is de aanwezigheid van een stekel in de vacht van de staart. Het zijn kleine kangoeroes met witte strepen op de wangen en heupen en grote oren.

## Leefwijze
Ze zijn solitair en 's nachts actief. Overdag slapen ze in een leger in dichte vegetatie. Ze eten planten als gras en kruiden.

## Soorten
Het geslacht telt drie soorten, waarvan één recentelijk uitgestorven is.
- Onychogalea frenata – Teugelstekelstaartkangoeroe (vroeger in de binnenlanden van Zuidoost-Queensland tot Noordwest-Victoria; nu uitgestorven behalve in Queensland)
- Onychogalea lunata – Zuidelijke stekelstaartkangoeroe (uitgestorven; vroeger in de binnenlanden van Australië)
- Onychogalea unguifera – Noordelijke stekelstaartkangoeroe (droge delen van het noorden van Australië)